# 奥克·赫尔曼

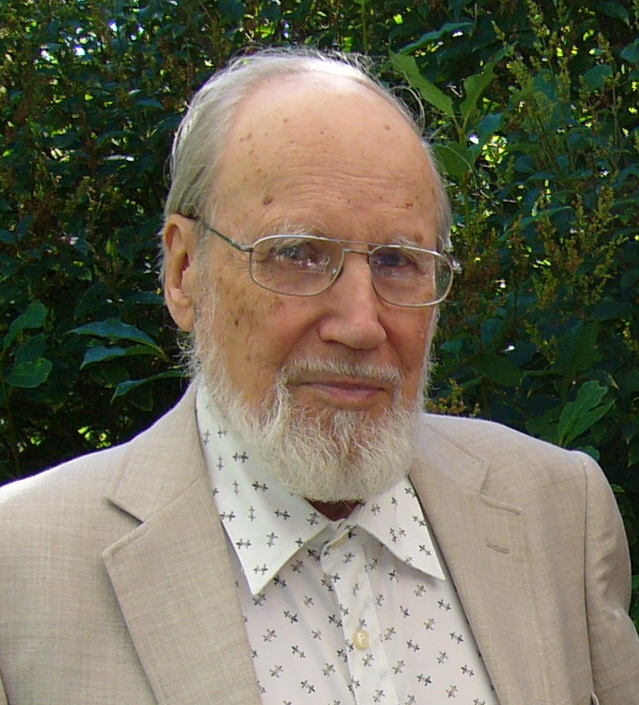
奥克·弗雷德里克·赫尔曼

奥克·弗雷德里克·赫尔曼（瑞典語：Åke Fredrik Hellman，1915年7月19日—2017年12月18日），是芬兰的静物画家、肖像艺术家、艺术教授。
赫尔曼出生在赫尔辛基。在赫尔辛基大学当过美术老师。1963年，被授芬兰雄狮勋章中的文化级奖章。他于2017年12月18日在芬兰波尔沃因心搏停止去世，享年102岁。